# Tchekkjon

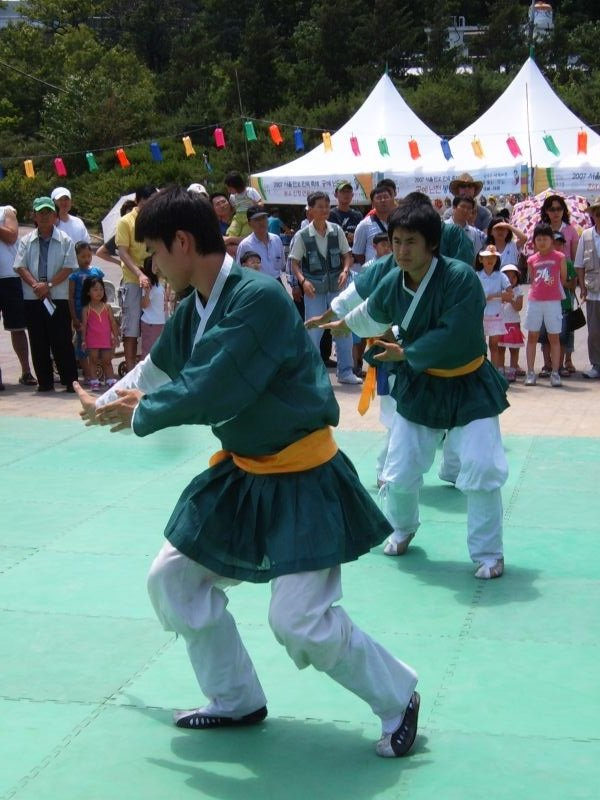
Tchekkjon

Tchekkjon (korejsky 택견) je starý korejský bojový sport, kde je povoleno kopání a podrážení, které mají za cíl srazit protivníka na zem. Turnaje měly často amatérský charakter a zúčastňovali se jich obyčejní lidé, jako tomu bylo u boxerských soubojů ve staré Anglii. Trénovali ho často nevzdělaní venkované a nejednou měl charakter rodové rivality. Tchekkjon byl zakázán na počátku 30. let 20. století japonskými okupačními zákonodárci a od té chvíle začal pomalu zanikat.
V 50. letech 20. století vymizel téměř zcela. Naživu zůstal pouze jediný mistr, Song Tok-ki. Soudí se, že taekwondo vděčí tchekkjonu za svou současnou popularitu díky podobnému názvu, protože konkurenční bojové sporty tangsudo a kongsudo, jejichž názvy mají japonský původ, se z důvodu protijaponských nálad netěšily zvláštní oblibě. Tchekkjon se nyní v Jižní Koreji opět obnovil díky působení Songa, kterému korejská vláda dala za úkol zachovat tento sport jako jedno z národních kulturních dědictví. 
Někteří historici taekwonda zastávají názor, že tvůrci tohoto sportu praktikovali tchekkjon. Avšak techniky tchekkjonu nemají mnoho společného s taekwondem. V tchekkjonu dominují techniky sloužící k tomu, aby byl soupeř zbaven rovnováhy, kdežto v taekwondu převažují techniky silných kopů z výskoku a otočky na horní partie protivníkova těla.

## Tchekkjon v Evropě
V evropských zemích se tchekkjon netěší zdaleka takové oblibě jako v Koreji. Zčásti díky svojí pohybové náročnosti, zčásti díky svojí neznámosti a omezeným možnostem tchekkjon studovat. I přesto je již i v České republice malá skupinka studentů tohoto bojového umění. Další skupiny jsou například v Německu a Francii. V Čechách i Francii je navíc příležitostně možno navštívit i semináře s korejskými mistry, organizované místními školami tchekkjonu.